# Agoristenidae
Famille
Les Agoristenidae sont une famille d'opilions Laniatores. On connaît près de 80 espèces dans 26 genres.

## Distribution
Les espèces de cette famille se rencontrent en écozone néotropicale.

## Liste des genres
Selon World Catalogue of Opiliones (04/04/2023) :
- Agoristeninae Šilhavý, 1973
  - Agoristenus Šilhavý, 1973
  - Ahotta Šilhavý, 1973
  - Calmotrinus Šilhavý, 1973
  - Dumitrescuella Avram, 1977
  - Haitimera Šilhavý, 1973
  - Lichirtes Šilhavý, 1973
  - Meriosfera Šilhavý, 1973
  - Orghidaniella Avram, 1977
  - Piratrinus Šilhavý, 1973
  - Torreana Avram, 1977
  - Vampyrostenus Šilhavý, 1976
  - Yunquenus Šilhavý, 1973
- Globibuninae Kury, 2012
  - Globibunus Roewer, 1912
  - Rivetinus Roewer, 1914
  - Sabanilla Roewer, 1913
- Leiosteninae Šilhavý, 1973
  - Andrescava Roewer, 1957
  - Avima Roewer, 1949
  - Barinas González-Sponga, 1987
  - Barlovento González-Sponga, 1987
  - Leptostygnus Mello-Leitão, 1940
  - Muscopilio Villarreal & García, 2021
  - Nemastygnus Roewer, 1929
  - Ocoita González-Sponga, 1987
  - Paravima Caporiacco, 1951
  - Taulisa Roewer, 1956
  - Vima Hirst, 1912
- Sous-famille indéterminée
  - Micrisaeus Roewer, 1957

## Systématique et taxinomie
Cette famille a été décrite par Šilhavý en 1973.

## Publication originale
- Šilhavý, 1973 : « Two new systematic groups of gonyleptomorphid phalangids from the Antillean- Caribbean Region, Agoristenidae Fam. N., and Caribbiantinae Subfam. N. (Arachn.: Opilionidea). » Věstník československé Společnosti zoologické, vol. 37, p. 110–143.